# Сангама
Сангама (хинди संगम राजवंश) — первая индуистская правящая династия Виджаянагарской империи, основанной в 1336 году двумя братьями: Харихарой I (также называемым Вира Харихара или Хакка Райя) и Букка Райей I . Они были сыновьями Бхаваны Сангамы, вождя пастушеской общины, которая происходит от древнего индийского народа ядавов.

## Основание и ранняя история
Династия Сангама была основана братьями Харихарой I (1336—1356) и Буккой (1356—1377). Их отец был взят в плен в 1327 году делийским султаном Мухаммадом ибн Туглуком. Они основали Виджаянагару в 1336 году.

## Преемники
Преемник Букки, Харихара II, продолжил кампанию Букки в Южной Индии и сумел взять под контроль прибрежную Андхру между Неллуру и Калингой и завоевать районы Адданки и Шрисайлам, а также большую часть территории между полуостровом к югу от реки Кришна. Харихара II также сумел завоевать многие индийские порты, такие как Гоа, Чаул и Дабхол.
После смерти Харихары II трон находился в конфликте между Вирупакшей Райей, Буккой Райей IIи Девой Райей, из которых Дева Райя в конечном итоге вышел победителем. Во время своего правления Дева Рая сумел успешно контролировать огромное количество территории в империи. Махараджи после Дева Рая, с другой стороны, не смогли сделать ничего значительного для государства. Так было до Дева Райи II, который положит начало золотому веку династии Сангама. Под правлением Девы Райи II империя преуспеет в полном завоевании Южной Индии, например, в завоевании Кондавида, победе над правителем Квилона, а также другими вождями, расширении империи от Одиши до Малабара и от Цейлона до Гулбарги, а также в захвате многих крупных индийских портов. Однако после Дева Рая II его некомпетентные преемники в конечном итоге привели к уничтожению династии, а бахманийские султаны постоянно захватывали большую часть территории Виджаянага. Вирупакша Райя II был последним императором династии.
- Харихара I[англ.] (1336—1356), основатель империи и династии
- Букка Райя I[англ.] (1356—1377), брат предыдущего, также основатель империи
- Харихара II (1377—1404), сын предыдущего
- Вирупакша Райя[англ.] (1404—1405), сын предыдущего
- Букка Райя II[англ.] (1405—1406), брат предыдущего
- Дева Райя[англ.] (1406—1422), брат предыдущего
- Рамачандра Райя[англ.] (1422), сын предыдущего
- Вира Виджая Букка Райя[англ.] (1422—1424), брат предыдущего
- Дева Райя II (1424—1446), сын предыдущего
- Малликарджуна Райя[англ.] (1446—1465), брат предыдущего
- Вирупакша Райя II[англ.] (1465—1485), племянник предыдущего
- Праудха Райя[англ.] (1485), двоюродный брат предыдущего, последний правитель империи.